# Момберчели
Момберчѐли (на италиански: Mombercelli; на пиемонтски: Momb'rsèj, Момбърсей) е село и община в Северна Италия, провинция Асти, регион Пиемонт. Разположено е на 233 m надморска височина. Населението на общината е 2336 души (към 2013 г.).